# نهائي كأس ملك إسبانيا 1904
نهائي كأس ملك إسبانيا 1904 هو ثاني نهائي في كأس ملك إسبانيا، جرى هذا النهائي سنة 1904 في مدينة مدريد. ومن الجدير بالذكر أن أتلتيك بيلباو توج بهذه النسخة دون خوض أي مباراة وذلك بعدما انسحب نادي إسبانيول مدريد من النهائي لأسباب مجهولة.

## تفاصيل المباراة
| أتلتيك بيلباو | لم تُلعب | إسبانيول مدريد |
| ------------- | ------- | -------------- |
|               |         |                |

تأهل بيلباو مباشرة إلى نهائي الكأس وذلك بعد تتوجيه بنفس اللقب في نسخته السابقة.
بعد عدة مشاكل واجهتها اللجنة المنظمة للبطولة مع نادي إسبانيول مدريد؛ حيث أنه انسحب قبل بداية مباريات البطولة بقليل لكنه سرعان ما عاد للمشاركة، ثم رفض مواصلة مباراته أمام مدريد موديرنو بعدما انتهت بالتعادل الإيجابي 5 - 5، وعندما بلغ نهائي الكأس انسحب دون أي تفسير واضح مما دفع باللجنة إلى تتويج أتلتيك بيلباو بسبب الانسحاب غير المبرر لخصمه في النهائي.